# Tour de Pékin
Le Tour de Pékin est une course cycliste à étapes qui s'est disputée en Chine entre 2011 et 2014.
En novembre 2010, l'UCI annonce la création de la course qui obtient une licence World Tour pour la période 2011-2014. La course est placée en fin de saison où elle est l'avant-dernière ou la dernière épreuve du World Tour. Le Tour de Pékin est la seule course sur le continent asiatique à avoir eu le label World Tour.
Une course avec le même nom a été organisée en 2002 et 2003.
La première édition de cette course est inscrite au calendrier de l'UCI World Tour et s'est déroulée entre les 5 et 9 octobre 2011. L'épreuve disparaît au bout de quatre éditions. En septembre 2014, Brian Cookson, le président de l'Union cycliste internationale (UCI) annonce que l'édition 2014 sera la dernière de la course. Les raisons en sont nombreuses : La course est organisée par Global Cycling Promotion (GCP), qui est détenue par l'UCI ; ce fait a été critiqué comme un conflit d'intérêts. En outre, il n'est pas possible de rendre rentable la course. Pour finir, Cookson a déclaré que la pollution de l'air à Pékin est trop forte pour les athlètes.
En 2017, une autre épreuve organisée en Chine, le Tour du Guangxi fait son apparition dans le calendrier World Tour.

## Palmarès

### Podiums
| Année | Vainqueur        | Deuxième          | Troisième            |
| ----- | ---------------- | ----------------- | -------------------- |
| 2011  | Tony Martin      | David Millar      | Christopher Froome   |
| 2012  | Tony Martin      | Francesco Gavazzi | Edvald Boasson Hagen |
| 2013  | Beñat Intxausti  | Daniel Martin     | David López García   |
| 2014  | Philippe Gilbert | Daniel Martin     | Esteban Chaves       |

### Classements annexes
| Année | Points               | Grand Prix de la montagne | Jeune          | Par équipes         |
| 2011  | Denis Galimzyanov    | Igor Antón                | Benjamin King  | Sky                 |
| 2012  | Edvald Boasson Hagen | Daniel Martin             | Rafał Majka    | Liquigas-Cannondale |
| 2013  | Nacer Bouhanni       | Damiano Caruso            | Romain Bardet  | Movistar            |
| 2014  | Tyler Farrar         | Michał Gołaś              | Esteban Chaves | Orica-GreenEDGE     |

## Statistiques et records
| # | Coureurs         | Victoires | Deuxième | Troisième | Total |
| - | ---------------- | --------- | -------- | --------- | ----- |
| 1 | Tony Martin      | 2         | 0        | 0         | 2     |
| 2 | Beñat Intxausti  | 1         | 0        | 0         | 1     |
| 2 | Philippe Gilbert | 1         | 0        | 0         | 1     |

| # | Pays            | Victoires | Deuxième | Troisième | Total |
| - | --------------- | --------- | -------- | --------- | ----- |
| 1 | Allemagne       | 2         | 0        | 0         | 2     |
| 2 | Espagne         | 1         | 0        | 1         | 2     |
| 3 | Belgique        | 1         | 0        | 0         | 1     |
| 4 | Irlande         | 0         | 2        | 0         | 2     |
| 5 | Grande-Bretagne | 0         | 1        | 1         | 2     |
| 6 | Italie          | 0         | 1        | 0         | 1     |
| 7 | Colombie        | 0         | 0        | 1         | 1     |
| 7 | Norvège         | 0         | 0        | 1         | 1     |

### Victoires d'étapes
| # | Coureurs       | Victoires |
| - | -------------- | --------- |
| 1 | Nacer Bouhanni | 2         |
| 1 | Tony Martin    | 2         |
| 1 | Luka Mezgec    | 2         |
| 1 | Elia Viviani   | 2         |